# Tudor Vladimirescu-negyed
A Tudor-negyed Marosvásárhely legnagyobb városnegyede. Főleg tömbházakból álló városrész, mely a város lakossága egyharmadának ad otthont. A város keleti részén helyezkedik el; nyugatról a Kövesdomb és a Budai-negyed, északról a belváros határolja.

## Története
A 16. században a Csere-erdőtől délre, a Poklos-patak és a jelenlegi Segesvári út (Calea Sighișoarei) által közrezárt területen két falu volt: Alsó- vagy Kis-Sásvári és Felső- vagy Nagy-Sásvári. 1609-ben ezek egyesültek a várossal.
A 20. század közepéig a környék mezőgazdasági földterület volt. Egy romos téglagyár is volt a koronkai út mellett; 1944-ben itt rendezték be a marosvásárhelyi gettót, ahova több, mint 7500 zsidót zsúfoltak, akiket később Auschwitzba vittek.
A kommunista hatalomátvétel után a vidék termelőszövetkezetté alakult. 1950 körül földszintes munkásházak épültek a Str. Vulturilor (Sasok útja) és a Poklos-patak által közrefogott területen, és a Săliște, Păltiniș utcák környékén; ezek ma helyi jelentőségű műemléknek számítanak. A tulajdonképpeni, tömbházakból álló városrész építése 1961-ben kezdődött. A román kommunista karhatalom nem titkolt szándéka volt, hogy megváltoztatja az erdélyi, jelentős magyar lakossággal rendelkező nagyvárosok etnikai összetételét, így a negyedbe főleg vráncsai románokat telepítettek.
A Tudort négy ütemben építették:
- Tudor I (1960-as évek), az 1 Decembrie 1918 sugárúttól délre, a Moldovei / Hațeg utcák magasságáig (ún. „régi-Tudor” vagy „Sásvári-negyed”)
- Tudor II (1970-es évek), az 1 Decembrie 1918 sugárúttól keletre, az Elektromaros gyárig (ún. „új-Tudor”)
- Tudor III (1980-as évek), a Pandurilor út mentén (ún. „Cserealja”)
- Tudor IV (1980-as évek), a Budai Nagy Antal-negyed felé

A tömbházak között számos iskola, üzletház, piac, park is helyet kapott. Az 1989-es rendszerváltás után felépültek a városnegyed templomai. A 21. század elején a negyed kijáratánál hipermarketeket létesítettek.

## Leírása
Szellős, nyitott, zöldövezettel és parkolókkal bőven ellátott városnegyed. Már a tervezésnél a nyugati országokra akkor jellemző 1:3-as motorizációs szinttel számoltak (1000 főre átlagosan 333 személygépkocsi jut), a romániai 1:10-es szinttel szemben. A tömbházak legtöbbjét előregyártott panelek helyett téglából építették.

### Főbb utcái
- Hosszú utca (bulevardul 1 Decembrie 1918), a Főtértől induló, a városból Koronka felé kivezető 4 kilométer hosszú sugárút.
- Pandúrok sugárút (bulevardul Pandurilor). Eredetileg azt tervezték, hogy a kövesdombi 1848-as sugárútba kötik be, egy „kiskörutat” hozva létre a város déli részén, azonban ez nem valósult meg.[6]
- Wesselényi utca (strada Predeal), 19. századi, egykoron a város perifériáján húzódó utca.

### Főbb létesítmények
- Templomok: cserealji katolikus és református templomok, Mennybemenetel, Szent Anna, Szent György ortodox és Nagyboldogasszony görögkatolikus templomok, adventista és pünkösdi imaházak
- Sapientia Erdélyi Magyar Tudományegyetem marosvásárhelyi kara (a koronkai út mellett)
- Dimitrie Cantemir egyetem
- Coșbuc, Mihai Viteazul, Dacia, Guga, Tudor iskolák (régi neveiken 3-as, 5-ös, 14-es, 18-as, 20-as számú iskolák)
- Electromureș szakközépiskola
- Sumel ipari park (a régi Electromureș számológépgyár helyén)

## Képek

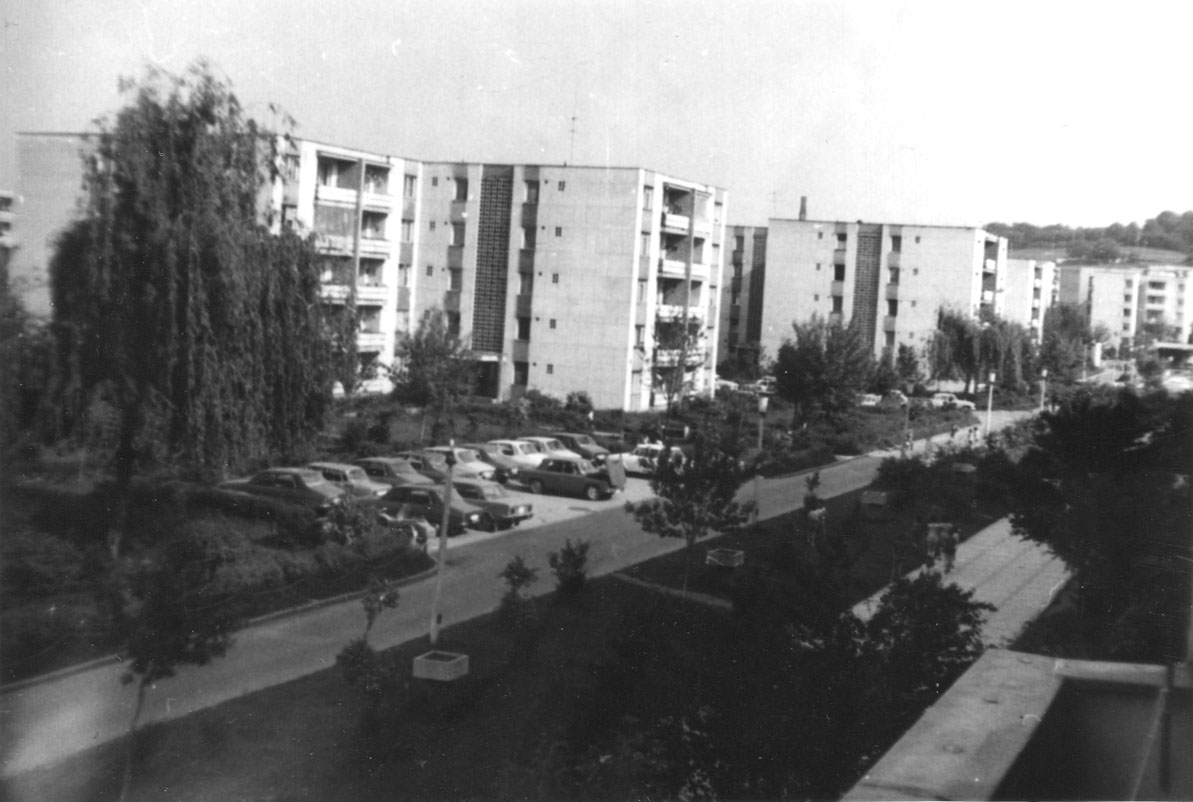
A régi Tudor az 1970-es években
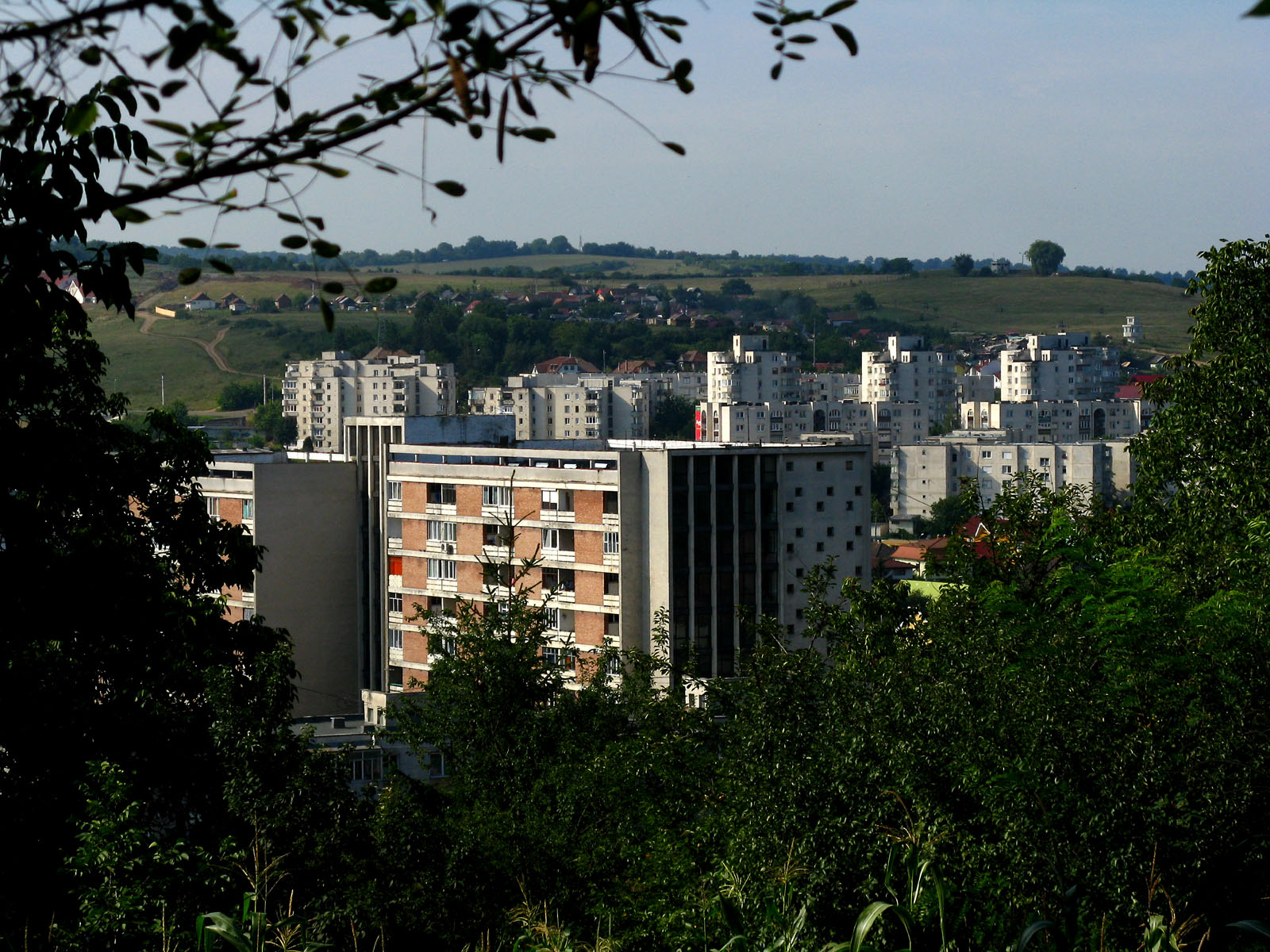
Látkép a Somostető felől
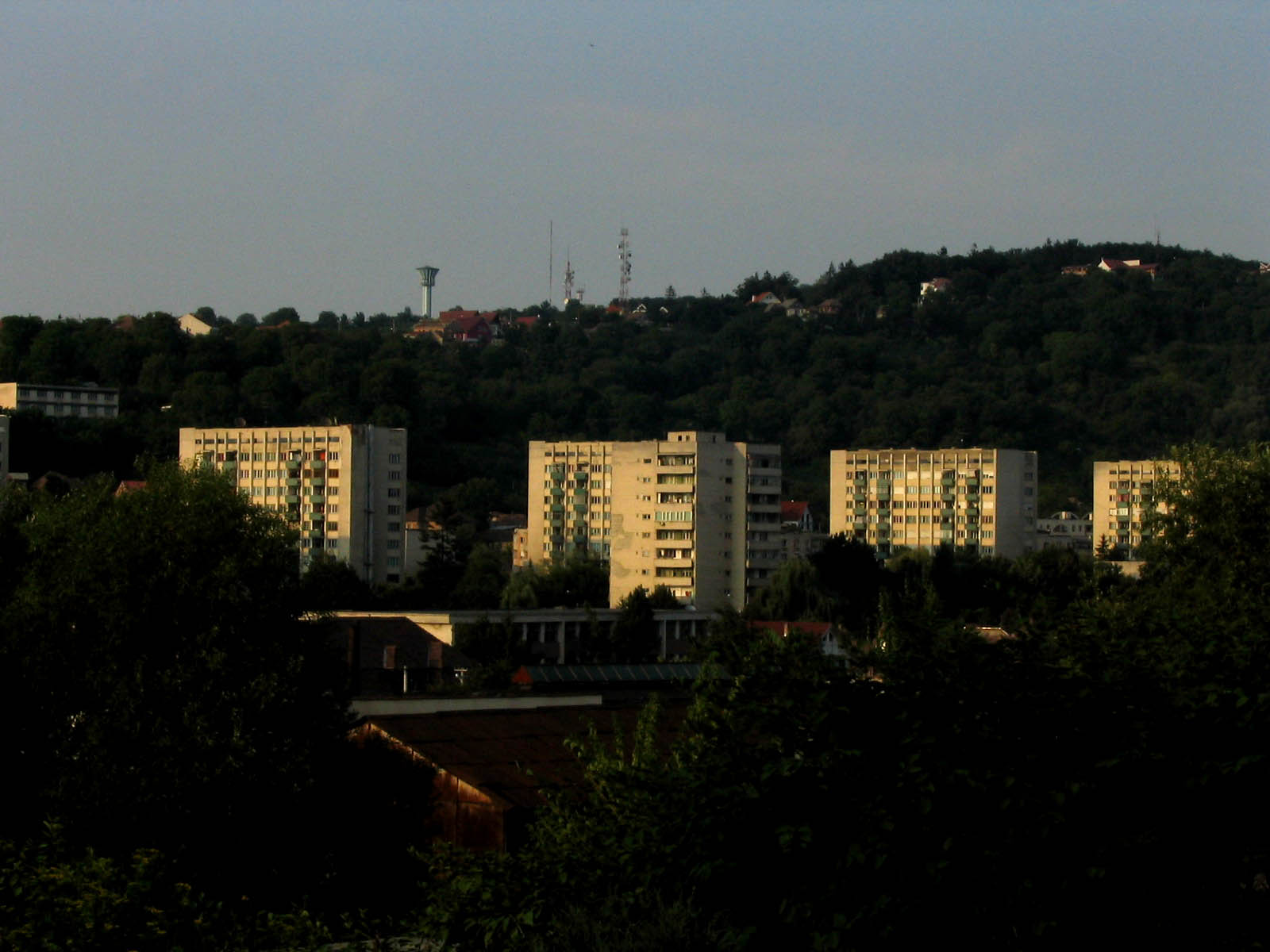
Látkép a Kövesdomb felől
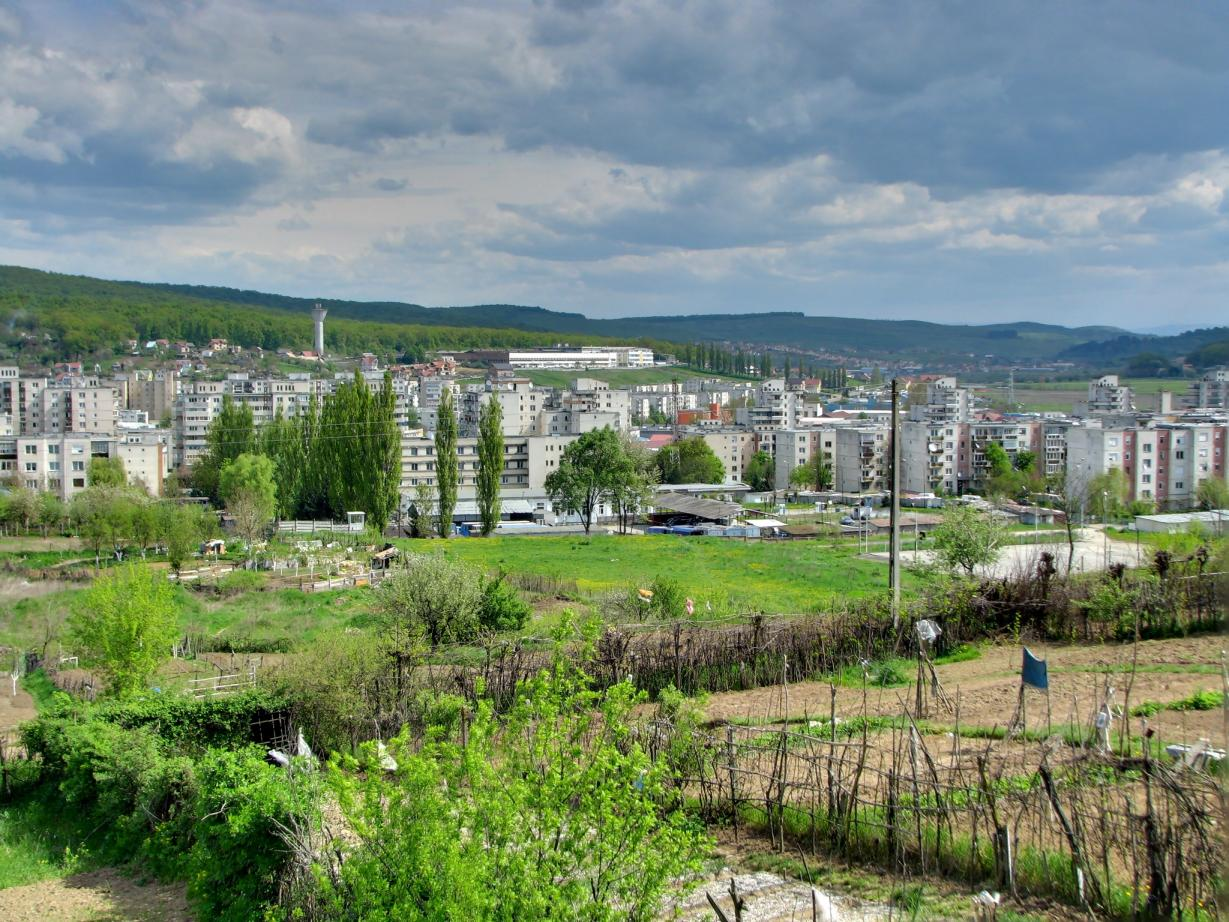
Látkép a Csere-erdő felől
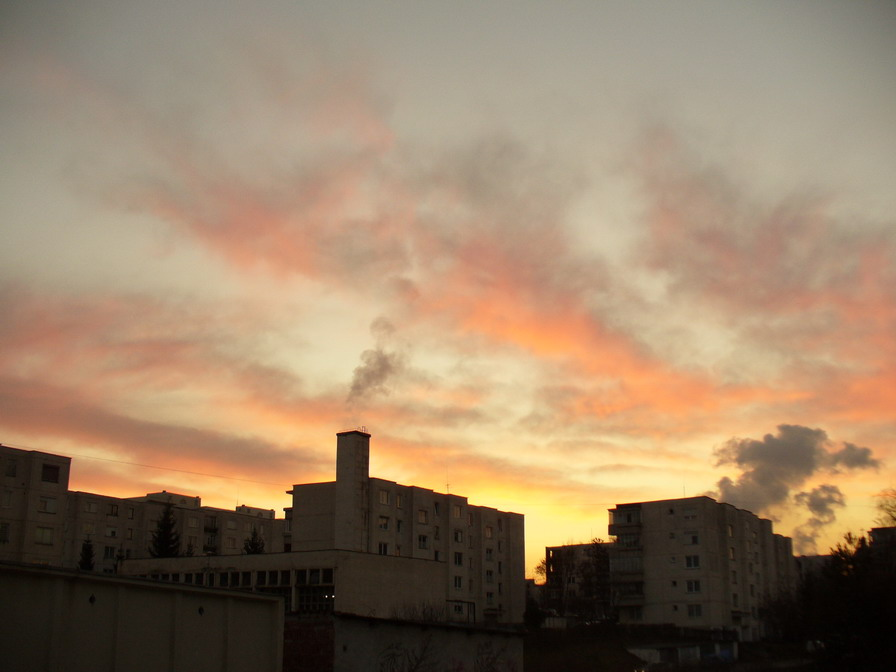
Alkonyat